# Ферари SF70H
Ferrari SF70H е състезателен автомобил от Формула 1, проектиран и произведен от Scuderia Ferrari, за да се състезава в сезона на Формула 1 през 2017 година.
Превозното средство е управлявано от Себастиан Фетел и Кими Райконен. Колата прави своя дебют в Гранд При, Австралия 2017 и финишира първа със Себастиан Фетел и Кими Райконен. Автомобилът носи името SF70H по случай 70-годишнината на Ferrari като производител на състезателни автомобили.